# Sellrain
Sellrain is een gemeente in het district Innsbruck Land van de Oostenrijkse deelstaat Tirol.
- Inwoneraantal: 1363 (2001)
- Oppervlakte: 62,0 km²
- Ligging: 970 m boven zeeniveau

Sellrain is het belangrijkste dorp in het Sellraintal, een zijdal van het Inndal. De gemeente ligt aan de voet van de 2577 meter hoge Windegg en wordt doorstroomd door de rivier Melach. Naast de hoofdkern Sellrain bestaat de gemeente uit de kernen Tanneben, Tannrain, Tauegert, Steinhof, Untere Grube, Rothenbrunn, Roanweg, Rögersch, Staudenhof, Fotscher, Isse, Ellmau, Platte, Boden, Innerzehent, Marcheben, Stallwies, Grubach, Durögg, Gigglberg, Perfall, St. Quirin, Gasse, Außerzehent en Obere Grube. Deze kernen zijn verspreid over het gemeentegebied en liggen aan de hoofdweg, op de hellingen van de Sonnberg en in het naar het zuiden gelegen Fotschertal.
Het dorp heeft zich ontwikkeld rondom de ijzerhoudende natuurlijke waterbron Rothenbrunn, die reeds in de Middeleeuwen de aandacht trok van zowel adellijke inwoners als burgers van Innsbruck. De dorpskerk werd in 1705 gebouwd naar voorbeeld van de bedevaartskerk in St. Quirin. Deze bedevaartskerk ligt op een helling en is versierd met laatgotische muurschilderingen en houtgesneden beelden van rond 1400 en 1500.
Het Fotschertal is een wandel-, rodel- en skigebied. De gemeente verbindt door middel van 36 bruggen de verschillende dorpen met elkaar. In tegenstelling tot de andere gemeenten in het Sellraintal, Gries im Sellrain en St. Sigmund im Sellrain, heeft het toerisme in Sellrain zelf nauwelijks functie. Sellrain is met name een forensengemeente.